# Hyphodontia adhaerispora
Hyphodontia adhaerispora är en svampart som beskrevs av Langer 1994. Hyphodontia adhaerispora ingår i släktet Hyphodontia och familjen Schizoporaceae.   Inga underarter finns listade i Catalogue of Life.